# Jean-Claude Sarreau
Pour les articles homonymes, voir Sarreau.
Jean-Claude Sarreau (né le 5 décembre 1950 à Miramont-de-Guyenne en Lot-et-Garonne) est un joueur de football français, qui évoluait au poste de défenseur.

## Biographie
Il joue 34 matchs en Division 1 avec les Girondins de Bordeaux.